# ریوتارو هاشیموتو
ریوتارو هاشیموتو (به ژاپنی: 橋本 龍太郎)، (زاده ۲۹ ژوئیه ۱۹۳۷ – درگذشته ۱ ژوئیه ۲۰۰۶) سیاستمدار ژاپنی بود که از ۱۱ ژانویه ۱۹۹۶ تا ۳۰ ژانویه ۱۹۹۸ به عنوان هشتادودومین و هشتاد و سومین نخست‌وزیر ژاپن خدمت کرد. او رهبر حزب لیبرال دموکرات یکی از بزرگترین احزاب حاکم دهه ۱۹۹۰ بود. و در پشت صحنه سیاست ژاپن به عنوان یک بازیکن قدرتمند باقی ماند تا رسوایی موجب استعفای او از رهبری حزب در سال ۲۰۰۴ شد. به علت بی‌آبرویی، تصمیم گرفت در انتخابات عمومی سال ۲۰۰۵ ژاپن شرکت نکند؛ و در نتیجه از سیاست بازنشسته شد. او در ۱ ژوئیه ۲۰۰۶ در سن ۶۸ سالگی در بیمارستانی در توکیو درگذشت.